# Athetis reniflava
Athetis reniflava là một loài bướm đêm trong họ Noctuidae.